# Vadim Sashurin
Vadim Leonidovich Sashurin –en ruso, Вадим Леонидович Сашурин; en bielorruso, Вадзім Леанідавіч Сашурын– (Petrozavodsk, 19 de febrero de 1970) es un deportista bielorruso que compitió en biatlón. Ganó nueve medallas en el Campeonato Mundial de Biatlón entre los años 1995 y 2001, y dos medallas en el Campeonato Europeo de Biatlón, en los años 1995 y 1996.

## Palmarés internacional
| Campeonato Mundial | Campeonato Mundial      | Campeonato Mundial | Campeonato Mundial |
| Año                | Lugar                   | Medalla            | Prueba             |
| ------------------ | ----------------------- | ------------------ | ------------------ |
| 1995               | Anterselva (Italia)     | Medalla de bronce  | Relevos            |
| 1996               | Ruhpolding (Alemania)   | Medalla de oro     | Equipo             |
| 1996               | Ruhpolding (Alemania)   | Medalla de bronce  | Individual         |
| 1996               | Ruhpolding (Alemania)   | Medalla de bronce  | Relevos            |
| 1997               | Osrblie (Eslovaquia)    | Medalla de oro     | Equipo             |
| 1999               | Kontiolahti (Finlandia) | Medalla de oro     | Relevos            |
| 1999               | Kontiolahti (Finlandia) | Medalla de bronce  | Individual         |
| 2001               | Pokljuka (Eslovenia)    | Medalla de plata   | Individual         |
| 2001               | Pokljuka (Eslovenia)    | Medalla de plata   | Relevos            |
| Campeonato Europeo |                         |                    |                    |
| Año                | Lugar                   | Medalla            | Prueba             |
| 1995               | Grand-Bornand (Francia) | Medalla de oro     | Relevos            |
| 1996               | Val Ridanna (Italia)    | Medalla de plata   | Relevos            |